# Abderrahmane Soukhane
Abderrahmane Soukhane (en árabe: عبد الرحمان سوخان‎; El Biar, 13 de septiembre de 1936-ibídem, 5 de julio de 2015) fue un futbolista argelino que jugaba en la demarcación de delantero.

## Biografía
Empezó a formarse como futbolista en el JS El Biar de su país natal hasta 1956, año en el que viajó a Francia para fichar por el Le Havre AC. Jugó en el club un total de ocho temporadas. Las tres primeras las disputó en la Ligue 2, hasta que en la temporada 1958/1959 quedó en primera posición por delante del Stade Français Paris, ascendiendo así a la máxima categoría del fútbol francés. Además ese año se convirtió en el máximo goleador de la competición con un total de 21 goles y consiguió ganar la Copa de Francia y la Supercopa de Francia. En la temporada 1961/1962 volvió a descender de categoría, permaneciendo en dicha división hasta que se marchó del club en 1964. Fue traspasado al Toulouse FC, con el que quedó en cuarta posición en la temporada 1965/1966, disputando así la Copa de Ferias de 1967 y quedando eliminado en dieciseisavos de final tras perder contra el FC Argeș Pitești. En 1967 abandonó el club para fichar por el FC Red Star Saint-Ouen, jugando en la Ligue 1 y consiguiendo la posición 13. Finalmente, en 1968, se retiró como futbolista.

## Selección nacional
Jugó un total de seis partidos con la selección de fútbol de Argelia. Debutó en 1962, aunque no fue hasta el 28 de febrero de 1963 cuando marcó su primer y único gol con la selección, en un partido amistoso contra Checoslovaquia que finalizó por 4-0.

### Goles internacionales
| # | Fecha                 | Estadio                             | Oponente       | Gol | Resultado | Competición |
| - | --------------------- | ----------------------------------- | -------------- | --- | --------- | ----------- |
| 1 | 28 de febrero de 1963 | Estadio Ahmed Zabana, Orán, Argelia | Checoslovaquia | 1–0 | 4-0       | Amistoso    |

## Clubes
| Club                   | País    | Año         | Partidos | Goles |
| ---------------------- | ------- | ----------- | -------- | ----- |
| Le Havre AC            | Francia | 1956 - 1964 | 110      | 58    |
| Toulouse FC            | Francia | 1964 - 1967 | 88       | 17    |
| FC Red Star Saint-Ouen | Francia | 1967 - 1968 | 32       | 3     |

## Palmarés

### Campeonatos nacionales
| Título               | Club        | País    | Año  |
| -------------------- | ----------- | ------- | ---- |
| Ligue 2              | Le Havre AC | Francia | 1959 |
| Copa de Francia      | Le Havre AC | Francia | 1959 |
| Supercopa de Francia | Le Havre AC | Francia | 1959 |

### Distinciones individuales
| Título                        | Club        | País    | Año  |
| ----------------------------- | ----------- | ------- | ---- |
| Máximo goleador de la Ligue 2 | Le Havre AC | Francia | 1964 |